# Kim Young-sam
Kim Young-sam (tiếng Hàn: 김영삼; Hanja: 金泳三; phát âm tiếng Hàn Quốc: [kim jʌŋsʰam]; Hán-Việt: Kim Vịnh Tam, 20 tháng 12 năm 1927 – 22 tháng 11 năm 2015), thường được gọi bằng tên viết tắt YS, là chính khách, nhà hoạt động dân chủ Hàn Quốc, và là Tổng thống thứ bảy của Hàn Quốc từ năm 1993 đến 1998. Kể từ năm 1961, ông dành gần ba thập niên để lãnh đạo phong trào đối lập, và là một trong những lãnh tụ đối lập nhiều ảnh hưởng nhất chống lại sự cai trị độc đoán của Park Chung-hee và Chun Doo-hwan. Ông được bầu vào Quốc hội ở tuổi 25, là người trẻ nhất trong lịch sử Hàn Quốc và giữ chức nghị sĩ 9 nhiệm kỳ, làm lãnh đạo cùng với Kim Dae-jung và phe dân chủ.
Đắc cử tổng thống năm 1992, Kim là nhân vật dân sự đầu tiên đảm nhiệm chức vụ này sau 30 năm đất nước nằm dưới sự cai trị của quân đội. Ông nhậm chức này 25 tháng 2 năm 1993, phục vụ một nhiệm kỳ duy nhất kéo dài 5 năm theo quy định của hiến pháp. Kim lãnh đạo chiến dịch chống tham nhũng được tiến hành trên quy mô lớn, bắt giữ 2 người tiền nhiệm, và thúc đẩy chính sách quốc tế hóa gọi là Seyehwa.
Vào những năm cuối cùng của nhiệm kỳ tổng thống của mình, Kim đã bị đổ lỗi rộng rãi về vụ sập cầu Seongsu và Cửa hàng bách hóa Sampoong cũng như sự suy thoái và suy thoái của nền kinh tế Hàn Quốc trong Khủng hoảng tài chính châu Á 1997, buộc Hàn Quốc phải chấp nhận hàng chục tỷ đô la dưới dạng các khoản vay có điều kiện không được ưa chuộng từ Quỹ Tiền tệ Quốc tế (IMF). Điều này khiến ông có tỷ lệ tín thành thấp nhất so với bất kỳ tổng thống đương nhiệm nào trong lịch sử Hàn Quốc ở mức 6%, cho đến khi Park Geun-hye vượt qua Kim với tỷ lệ 1–3% trong vụ vụ bê bối chính trị năm 2016. Tuy nhiên, sau khi ông qua đời, ông đã được nhiều sử gia đánh giá tích cực và được xếp thứ 4 trong số những Tổng thống vĩ đại nhất Hàn Quốc.
Mặc dù có những thời điểm bị xem là nhà lãnh đạo thiếu sức thu hút đối với công chúng cũng như thiếu kiên định trong một số vấn đề quan trọng như an ninh quốc gia và chính sách ngoại giao, Kim Young-sam được nhìn nhận là một nhân vật giỏi thương thảo, có khả năng xây dựng uy tín cá nhân như là một chính khách sáng suốt và có viễn kiến trên chính trường.

## Thiếu thời và học vấn

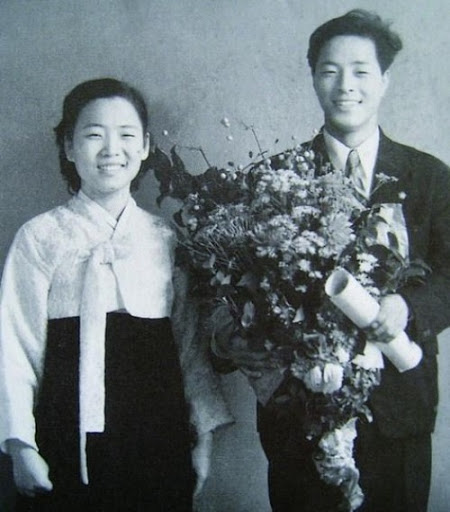
Đám cưới của Kim Young-sam và Son Myung-soon năm 1951

Ngày 20 tháng 12 năm 1927, Kim chào đời ở đảo Geoje đông nam bán đảo Triều Tiên trong một gia đình khá giả theo nghề cá (một số tài liệu ghi ông sinh ngày 14 tháng 1 năm 1929 hoặc 4 tháng 12 năm 1928), lúc đó Triều Tiên đang ở dưới sự cai trị của Nhật Bản. Kim là con cả trong gia đình có 1 con trai và 5 con gái. Kim Young-sam cũng như cha và mẹ ông đã trở thành Cơ đốc nhân được rửa tội. Năm 8 tuổi, Kim Young-sam vào trường tiểu học Jangmok nằm ở vị trí của văn phòng myeon, và người ta nói rằng ông là cậu bé nhỏ tuổi nhất trong lớp. Số lớp của ông là 32 theo thứ tự chiều cao, và cha mẹ anh lo ngại về quãng đường đi làm 20 dặm mỗi chiều đến trường đầy gian khổ nên anh sống ở một nhà trọ gần đó. Ông đã nổi dậy chống lại chế độ cai trị cưỡng bức của thực dân Nhật Bản từ khi còn là một cậu bé, và được cho là đã bị xúc phạm khi người Nhật phát âm Đảo Geoje là "Đảo ăn xin" và do đó không chấp nhận người Nhật. Sau khi bước vào cấp hai và khoảng tuổi thiếu niên, tôi thường xuyên xảy ra mâu thuẫn với các học sinh Nhật Bản cùng trường, cùng lớp. Vào cuối thời kỳ Nhật Bản thuộc địa (1940), khi buộc phải đổi họ (lúc đó ông mới 13 tuổi), ông đã đổi họ của mình thành Kanemura Goyu (金村康右). Thời Chiến tranh Triều Tiên, Kim phục vụ trong quân đội Hàn Quốc. Năm 1952, Kim tốt nghiệp Đại học Quốc gia Seoul với văn bằng Cử nhân Triết học.

## Chính trường
Năm 1954, là thành viên đảng cầm quyền dưới thời Syngman Rhee, Tổng thống đầu tiên của Hàn Quốc, Kim được bầu vào Quốc hội Hàn Quốc, trải qua chín nhiệm kỳ đại diện cho các quận ở Geoje và Pusan. Vào thời điểm ấy, ở tuổi 27 ông là nghị sĩ trẻ tuổi nhất từng phục vụ trong Quốc hội. Tuy nhiên, chỉ vài tháng sau, Kim rời bỏ đảng cầm quyền và gia nhập khối đối lập khi Syngman Rhee muốn sửa đổi Hiến pháp. Cùng với Kim Dae-jung, Kim mạnh mẽ chỉ trích chính quyền quân sự của Park Chung-hee và Chun Do-hwan.
Năm 1969, ông Kim kịch liệt phản đối việc sửa đổi hiến pháp cho phép Tổng thống Park nắm quyền ba nhiệm kỳ liên tiếp. Kim sau đó phản đối việc giành quyền lực của Tổng thống Park với chế độ độc tài Hiến pháp Yushin năm 1972.
Năm 1971, Kim lần đầu tiên nỗ lực tranh cử tổng thống chống lại Park với tư cách là ứng cử viên của phe đối lập Đảng Tân Dân chủ, nhưng Kim Dae-jung đã được chọn làm ứng cử viên.

### Lãnh đạo Đảng Tân Dân chủ

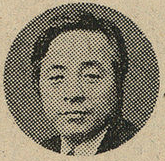
Kim Young-sam, năm 1975

Năm 1974, Kim đắc cử Chủ tịch đảng Tân Dân chủ. Sau một thời gian mất quyền lãnh đạo trong năm 1976, ông trở lại với đầy đủ quyền lực trong năm cuối của chính quyền Park Chung-hee. Kim chủ trương không thỏa hiệp hoặc cộng tác với Đảng Cộng hòa Dân chủ của Park cho đến khi Hiến pháp Yushin bị bãi bỏ. Ông mạnh mẽ chỉ trích chính quyền Park, điều này dẫn đến nguy cơ ông có thể bị cầm tù theo hiến pháp mới.
Tháng 8 năm 1979, Kim cho phép 200 nữ công nhân của Công ty Thương mại Y. H. sử dụng trụ sở Đảng Tân Dân chủ để biểu tình ngồi lì. Một ngàn cảnh sát được huy động để bố ráp trụ sở và bắt giữ các công nhân biểu tình. Một nữ công nhân bị thiệt mạng, nhiều nhà làm luật bị đánh đập khi cố bảo vệ các công nhân, một số phải nhập viện. Sự kiện Y. H. thu hút sự chú ý của công luận, Kim tuyên cáo chế độ Park sắp cáo chung. Park quyết tâm loại bỏ Kim khỏi chính trường, ông sử dụng Cơ quan Tình báo Trung ương Hàn Quốc thực hiện mục tiêu này. Tháng 9 năm 1979, một tòa án ra lệnh đình chỉ chức chủ tịch Đảng Tân Dân chủ của Kim.
Sau khi Kim kêu gọi Hoa Kỳ ngưng ủng hộ Park Chung-hee khi ông trả lời một cuộc phỏng vấn của tờ New York Times, Park muốn bỏ tù Kim nhưng chính quyền Carter, quan tâm đến tình trạng vi phạm nhân quyền đang gia tăng, mạnh mẽ cảnh báo Park không nên bắt bớ đảng đối lập. Khi Kim bị trục xuất khỏi Quốc hội trong tháng 10 năm 1979, Hoa Kỳ triệu hồi đại sứ về Washington, D. C., đồng thời 66 nghị sĩ thuộc Đảng Tân Dân chủ từ chức khỏi Quốc hội.
Khi tin tức lan truyền rằng chính phủ chấp nhận sự từ chức tập thể này, một cuộc nổi dậy bùng phát tại Pusan quê nhà của Kim. Đây là cuộc biểu tình lớn nhất kể từ khi Sygman Rhee làm tổng thống, lan rộng đến thành phố Masan kế cận và những thành phố khác. Sinh viên cùng người dân kêu gọi chấm dứt chế độ độc tài. Cuộc khủng hoảng là một trong những nguyên nhân dẫn đến vụ ám sát Park Chung-hee ngày 26 tháng 10 năm 1979 do Giám đốc Cơ quan Tình báo Trung ương Hàn Quốc (KCIA), Kim Jae-gyu, chủ mưu.

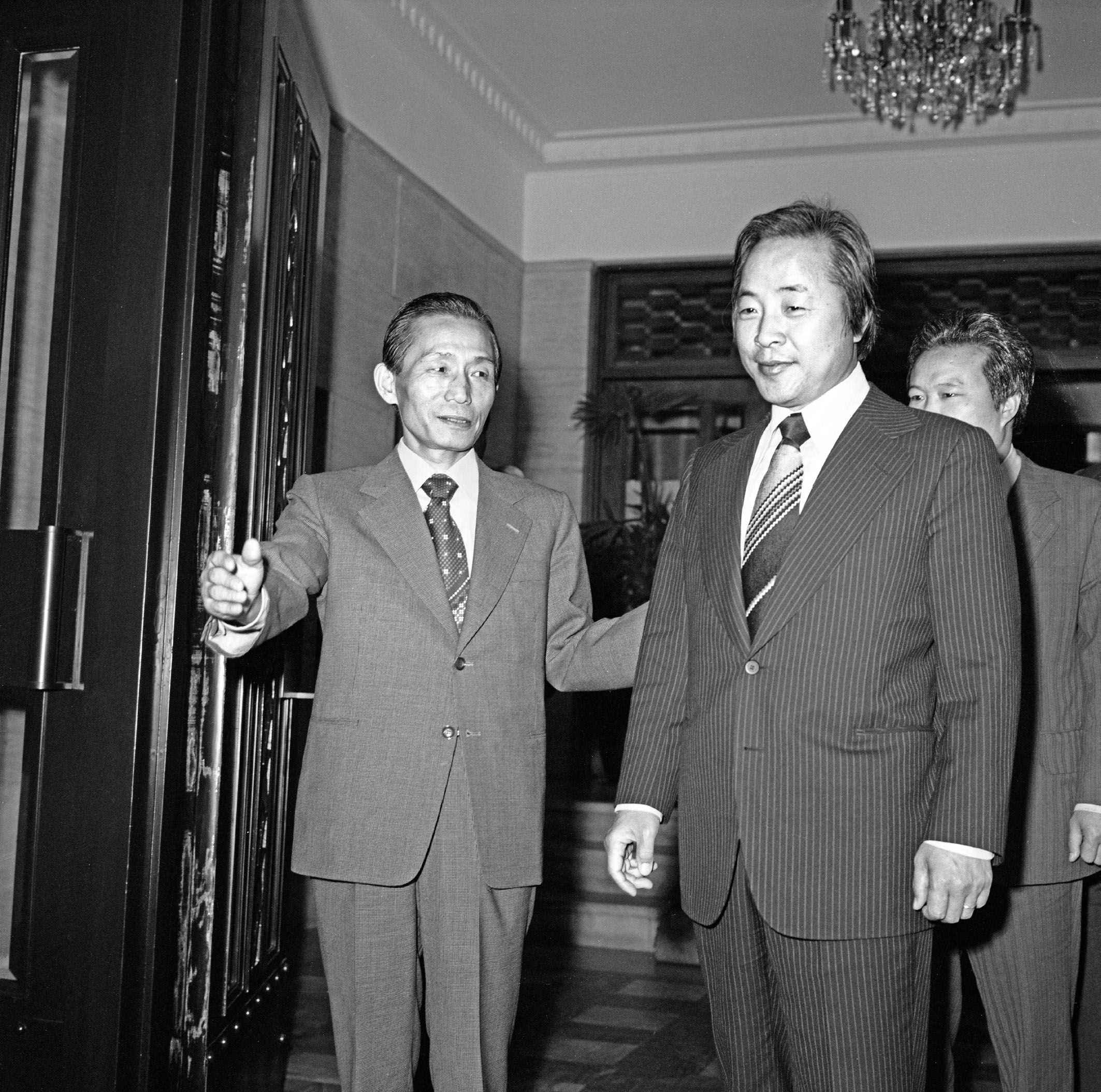
Kim Young-sam, Chủ tịch Đảng Tân Dân chủ gặp Tổng thống Park Chung-hee, tháng 5 năm 1975

### Quản thúc
Lập trường cứng rắn của chính quyền đối với khối đối lập được duy trì dưới sự cai trị của Chun Doo-hwan, một tướng lãnh lên cầm quyền sau cuộc đảo chính quân sự ngày 12 tháng 12 năm 1979. Kim Young-sam bị trục xuất khỏi quốc hội và bị cấm hoạt động chính trị từ năm 1980 đến 1985. Năm 1983, ông tuyệt thực 21 ngày phản đối chính quyền Chun Doo-hwan.
Trong cuộc khủng hoảng chính trị tháng 6 năm 1987 khi bùng nổ những cuộc chạm trán dữ dội giữa sinh viên và cảnh sát chống bạo động, cách hành xử khôn khéo của Kim trong cương vị lãnh đạo khối đối lập khi ông chấp nhận thương thảo với lãnh đạo đảng cầm quyền, Roh Tae-woo, đã khai sinh cuộc cải cách dân chủ, theo đó hiến pháp được sửa đổi để tổ chức bầu cử tổng thống trực tiếp, phục hồi nền tự do dân chủ và các quyền công dân. Cũng theo thỏa thuận này, lệnh quản thúc Kim được gỡ bỏ, các quyền dân sự của ông được phục hồi để ông có thể tranh cử.

### Tranh cử tống thống năm 1987
Khi cuộc bầu cử dân chủ đầu tiên tổ chức năm 1987 sau khi Chun về hưu, Kim Young-sam và Kim Dae-jung cùng ra tranh cử khiến khối đối lập ủng hộ phe dân chủ bị chia phiếu với tỷ lệ lần lượt là 28.04% và 27.05% để Roh Tae-woo, tướng hồi hưu được Chun chọn làm người kế vị, thắng cử với 36.64% số phiếu ủng hộ. Điều này cũng bất chấp sự ủng hộ từ nữ ứng cử viên tổng thống đầu tiên, Hong Sook-ja, người đã từ chức để ủng hộ Kim.

### Sáp nhập Đảng
Ngày 22 tháng 1 năm 1990, Kim bất ngờ sáp nhập Đảng Dân chủ Thống nhất của ông với Đảng Dân chủ Công lý đang cầm quyền của Roh thành Đảng Dân chủ Tự do, nay là Đảng Sức mạnh Quốc dân. Quyết định của Kim đã khiến nhiều nhà hoạt động dân chủ tức giận người coi ông là kẻ phản bội nhưng Kim vẫn duy trì cơ sở chính trị của mình ở Busan và Gyeongsang. Kim đã chọn sáp nhập với đảng cầm quyền của Tổng thống Roh  để trở thành người kế nhiệm Roh vào năm 1992, người mà ông trở thành ứng cử viên tổng thống của Đảng Tự do Dân chủ cầm quyền.

## Tổng thống (1993-1998)

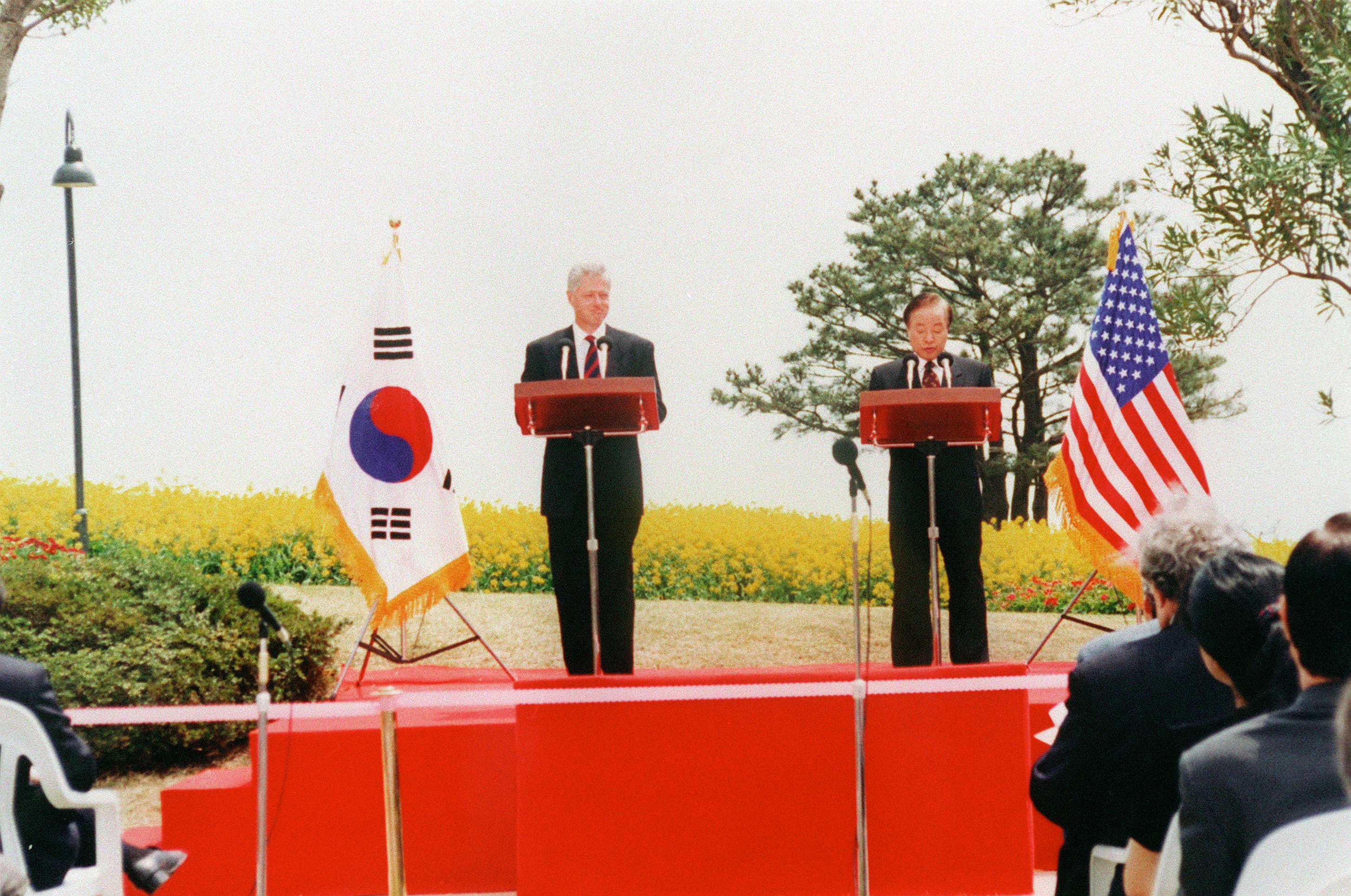
Tổng thống Hoa Kỳ Bill Clinton và Tổng thống Hàn Quốc Kim Young-sam tại bục phát biểu ở Chejudo năm 1996

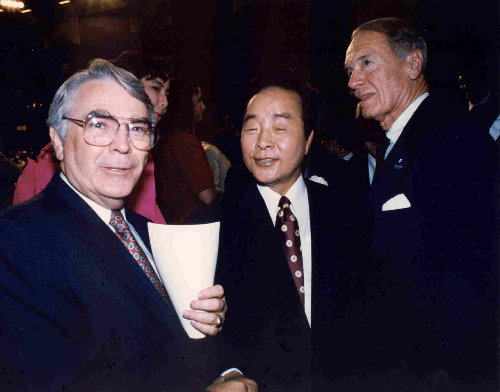
Nghị sĩ Terry Everett với Tổng thống Hàn Quốc Kim Young-Sam vào ngày 26 tháng 7 năm 1995

Là ứng cử viên của đảng cầm quyền, Kim Young-sam đánh bại Kim Dae-jung trong cuộc bầu cử Tổng thống năm 1992. Từ một nhà lãnh đạo phong trào dân chủ đối lập với nhà cầm quyền quân sự trong nhiều năm, khi trở thành Tổng thống dân cử, Kim đã thiết lập nền tảng cho tiến trình chuyển giao quyền lực êm thắm tại một đất nước vốn nổi tiếng với những cuộc đảo chính quân sự. Ông là thường dân thứ ba giữ chức vụ này và là người đầu tiên kể từ năm 1962.

### Cải cách
Chính quyền Kim Young-sam đã nỗ lực cải cách chính phủ và nền kinh tế. Một trong những hành động đầu tiên của chính phủ của ông là bắt đầu chiến dịch chống tham nhũng, bắt đầu từ cấp cao nhất, vì Kim đã hứa không sử dụng quỹ tài trợ chính trị. Chiến dịch chống tham nhũng cũng là một phần trong nỗ lực cải tổ chaebol, các tập đoàn lớn của Hàn Quốc thống trị nền kinh tế.
Kim Young-sam tiến hành cải tổ chính quyền và cải cách nền kinh tế của đất nước. Một trong những hành động đầu tiên của ông là khởi xướng chiến dịch chống tham nhũng, bắt đầu từ giới chóp bu, ông cũng hứa không sử dụng quỹ đen. Ông được xem là nhà lãnh đạo có công giải tán một nhóm nhiều thế lực trong quân đội cũng như chuyển hóa hệ thống tài chính vốn nhiều mờ ám của Hàn Quốc trở nên minh bạch. Ông cũng ra lệnh cấm mở tài khoản ngân hàng dưới bí danh. Đây là một bước quan trọng trong nỗ lực chống tham nhũng của Hàn Quốc bởi vì nhiều chính trị gia và doanh nhân thường không khai tên thật để che giấu những khoản tiền bất chính.
Kim yêu cầu viên chức chính phủ và quân đội công khai tài chính khiến một số sĩ quan cao cấp và thành viên nội các phải từ nhiệm. Ông cho bắt giữ hai nhân vật tiền nhiệm, Chun và Roh, truy tố họ về tội tham nhũng và phản quốc do vai trò của họ trong các cuộc đảo chính quân sự, các cuộc trấn áp đẫm máu phong trào dân chủ, và nhận hàng trăm triệu đô-la tiền hối lộ từ các doanh nghiệp. Đến cuối nhiệm kỳ tổng thống của Kim, cả hai đều được ân xá theo tinh thần hòa giải dân tộc, sau khi Tổng thổng tân cử Kim Dae-Jung được tham khảo ý kiến. Ông cũng ân xá cho hàng chục ngàn tù chính trị, gỡ bỏ án hình sự cho những người ủng hộ phong trào dân chủ bị bắt giữ trong cuộc nổi dậy Gwangju. Chiến dịch chống tham nhũng của ông là một phần trong nỗ lực cải tổ các chaebol, những tập đoàn khổng lổ của Hàn Quốc đang khống chế nền kinh tế.
Kim cũng ân xá cho 41.000 tù nhân chính trị vào tháng 3 năm 1993 ngay sau khi nhậm chức, và xóa bỏ bản án hình sự đối với những người biểu tình ủng hộ dân chủ đã bị bắt trong vụ thảm sát Gwangju sau Cuộc đảo chính ngày 12 tháng 12.
Những biện pháp cải cách này được tiến hành suôn sẻ đã giúp đất nước thoát khỏi hiểm họa xảy ra các cuộc chính biến, học biết tầm quan trọng của nền kinh tế minh bạch, xây dựng nền đạo đức công vụ, và thúc đẩy cuộc chiến chống tham nhũng. Tuy nhiên, thông điệp chống tham nhũng của Kim bị tổn hại khi con trai ông bị bắt giữ vì tội hối lộ và trốn thuế trong vụ bê bối  Hanbo.

### Kinh tế
Kim đã chỉ trích ảnh hưởng của các chaebol đối với xã hội Hàn Quốc vào đầu những năm 1990, nhưng là người có niềm tin vững chắc vào bãi bỏ quy định trao quyền mạnh mẽ cho "các công ty vừa và nhỏ". Trong thời gian cầm quyền của mình, Kim coi các chaebol độc quyền nhập khẩu một số tài nguyên hoặc sản phẩm nhất định và/hoặc thống trị một số thị trường nhất định mà họ là "doanh nghiệp lớn" là những phần lỗi thời của thời kỳ trước nhiệm kỳ tổng thống của ông và được trao quyền bởi các chính sách lỏng lẻo từ các chính phủ tiền nhiệm.
Ngoài việc kiềm chế các hủ tục tham nhũng của các chaebols, ông Kim còn khuyến khích họ trở nên gầy hơn và cạnh tranh hơn để thành công trong nền kinh tế toàn cầu, trái ngược với mô hình tăng trưởng kinh tế do nhà nước chỉ đạo trong những thập kỷ trước.  Chaebols lúc đó bị chỉ trích vì kém hiệu quả và thiếu chuyên môn hóa. Kim đã phát hành "Kế hoạch 100 ngày cho nền kinh tế mới" để cải cách kinh tế ngay lập tức, nhằm giảm lạm phát và loại bỏ tham nhũng trong doanh nghiệp.  Một Kế hoạch 5 năm khác cũng được thực hiện nhằm khuyến khích đầu tư nước ngoài như một phần trong chiến lược quốc tế hóa của Kim.  Đến năm 1996, GNP bình quân đầu người đã vượt quá US $ 10.000.
Ông đã phát động một làn sóng cải cách chống tham nhũng và đưa ra các cải cách kinh tế trên diện rộng nhằm nới lỏng các quy định trong nước và bộ luật lao động, khuyến khích đầu tư nước ngoài và thúc đẩy cạnh tranh.  Ông bảo vệ lợi ích của các chaebol bằng cách ban hành luật lao động mới.  Nó tạo điều kiện thuận lợi cho các thủ tục sa thải, đặt câu hỏi về việc đảm bảo việc làm mà một số nhân viên được hưởng, tăng giờ làm việc hợp pháp vốn đã rất cao (54,5 giờ vào năm 1996), đơn giản hóa việc thay thế công nhân đình công bằng công nhân tạm thời và cấm thành lập công đoàn mới.  Các biện pháp này được thông qua trong bảy phút vào ngày 26 tháng 12 năm 1996, trong một phiên họp bí mật của Quốc hội, khi vắng mặt các thành viên đối lập.

### Bắc Triều Tiên
Năm 1994, khi Tổng thống Bill Clinton cân nhắc kế hoạch tấn công Nyonbyon, trung tâm của chương trình hạt nhân Bắc Triều Tiên, Kim ngăn cản Clinton để tránh xảy ra chiến tranh. Ông Kim cho biết một tàu sân bay và một tàu tuần dương của Mỹ đã được triển khai gần bờ biển phía đông của Hàn Quốc trong chuẩn bị cho một cuộc không kích có thể xảy ra, và Hoa Kỳ đã lên kế hoạch sơ tán người Mỹ, bao gồm cả quân đội Mỹ và gia đình họ. trong một cuốn hồi ký. Kim hiểu rằng các thành phố của Hàn Quốc sẽ bị Triều Tiên bắn phá đầu tiên trong trường hợp xảy ra một cuộc tấn công và thấy cần phải ngăn chặn bất kỳ động thái nào có thể gây ra chiến tranh.

### Nhật Bản
Kim đã có thái độ thẳng thắn và thẳng thắn trong chính sách ngoại giao của mình đối với Nhật Bản, với câu trích dẫn "Chúng tôi sẽ dạy họ cách cư xử một lần và mãi mãi", đề cập đến các chính trị gia Nhật Bản, những người đã bảo vệ những hành động tàn bạo của Nhật Bản trong Thế chiến thứ hai.

### Khủng hoảng tài chính châu Á 1997
Đảng Dân chủ Tự do của Kim thua sít sao trong cuộc bầu cử Quốc hội năm 1996. Kế đó là sự sụp đổ của tập đoàn Kia dẫn đến một loạt biến cố lôi kéo Hàn Quốc vào cuộc Khủng hoảng tài chính châu Á 1997 trong năm cuối cùng nhiệm kỳ Tổng thống của Kim.
Vào ngày 22 tháng 11 năm 1997, trong một bài phát biểu trên truyền hình trước quốc dân, Kim đã xin lỗi và kêu gọi toàn quốc thực hiện thắt lưng buộc bụng. Ông đổ lỗi cho các công ty đã vay quá nhiều, công nhân đòi trả quá nhiều và thừa nhận rằng chính phủ của ông đã không tự mình thực hiện các cải cách mạnh mẽ do áp lực từ các nhóm lợi ích đặc biệt. Kết quả là, Kim trở thành tổng thống không được yêu thích nhất trong lịch sử với tỷ lệ tán thành là 6%, cho đến khi Park Geun-hye phá kỷ lục này với tỷ lệ 5% vào năm 2016 trước khi bà bị luận tội. Điều này dẫn đến việc bà Park đạt mức ủng hộ thấp kỷ lục từ 1 đến 3%.
Trong cuộc khủng hoảng, sự sụp đổ của Kia cùng những tập đoàn khác buộc Kim phải chấp nhận 58.4 tỉ USD trong kế hoạch cứu trợ tài chính của Quỹ Tiền tệ Quốc tế vào ngày 3 tháng 12 năm 1997.
Trong khi đó, đồng won Hàn Quốc đã suy yếu từ mức khoảng 800 xuống hơn 1.700 đổi một đô la Mỹ, nhưng sau đó đã phục hồi được. Tuy nhiên, giống như các chaebol, chính phủ Hàn Quốc dưới thời Kim cũng không thoát khỏi tổn thất. Tỷ lệ nợ quốc gia trên GDP của nước này đã tăng hơn gấp đôi (khoảng 13% đến 30%) do hậu quả của cuộc khủng hoảng.

## Cuối đời
Sau khi kết thúc nhiệm kỳ tổng thống, Kim chu du khắp thế giới vận động cho dân chủ. Ông đến nói chuyện tại những sự kiện như Toward a Global Forum on New Democracies tại Đài Loan trong tháng 1 năm 2007.
Ngày 22 tháng 11 năm 2015, Kim Young-sam từ trần tại Bệnh viện Đại học Quốc gia Seoul, thọ 87 tuổi. Ngày 26 tháng 11 năm 2015, cử hành lễ quốc tang được truyền hình trực tiếp tại sân cỏ Quốc hội. Kim được an táng tại Nghĩa trang Quốc gia Seoul.

## Đời tư
Kim là thành viên Nhà thờ Trưởng Lão Chunghyun. Khi thuật lại những trải nghiệm trong 30 năm tranh đấu cho phong trào dân chủ, ông nói, "Có nhiều gian khó suốt trong cuộc đấu tranh này; tuy nhiên, sức mạnh giúp tôi thắng hơn sự bách hại và những khổ đau là niềm tin Cơ Đốc. Trong gần 3 năm bị quản thúc, tôi đọc Kinh Thánh nhiều lần. Tôi không thể làm gì khác hơn là đọc Kinh Thánh. Kinh Thánh cho tôi sức mạnh và sự an ủi. Đức tin Cơ Đốc cho tôi niềm xác tín và dũng khí để không còn biết sợ hãi điều gì."
Trong diễn văn nhậm chức Tổng thống ngày 25 tháng 2 năm 1993, ông xác định mục tiêu củng cố nền dân chủ và xây dựng một "Hàn Quốc mới", ở đó mọi người cùng sống và cùng làm việc với nhau trong sự hòa hợp như là một cộng đồng biết sẻ chia, và công lý tuôn tràn như nước trên ngàn đổ xuống. Về sau, ông thổ lộ rằng khái niệm này đến từ niềm tin của cá nhân ông, "Mục tiêu của Hàn Quốc mới là xây dựng một chính quyền trong sạch và một dân tộc trong sạch. Tôi nghĩ rằng điều này gần gũi với đức tin Cơ Đốc của tôi. Ý tưởng cốt lõi của Hàn Quốc mới là phục hồi tinh thần của đức tin Thanh giáo."
Kim kết hôn với Son Myung-soo, họ có hai con trai và ba con gái. Ông thông thạo tiếng Nhật.